# Sabian
Sabian er et canadisk firma der laver og designer bækkener. Det er en af de største bækkenfirmaer i verden, sammen med Zildjian, Paiste og Meinl.